# Мельниченко Василь Миколайович
Василь Миколайович Мельниченко (нар. 1 січня 1949 р., с. Мурзинці Звенигородського району Черкаської обл.) — український історик і громадський діяч. Перший заступник голови Черкаської обласної організації Національної спілки краєзнавців України, професор кафедри археології та спеціальних галузей історичної науки Черкаського національного університету імені Богдана Хмельницького. Заслужений працівник культури України (2019). Лауреат премії імені Дмитра Яворницького, член Національної спілки журналістів України. Член Президії Національної спілки краєзнавців України. Почесний краєзнавець України (2013).

## Біографія
Василь Миколайович Мельниченко народився 1 січня 1949 р.у селі Мурзинці Звенигородського району Черкаської (тоді — Київської) області, дитинство і шкільні роки пройшли у Звенигородці. Після закінчення школи у 1966 р. вступив і у 1971 р. закінчив природничо-географічний факультет Петропавловського (Казахстан) державного педагогічного інституту.
Трудову діяльність розпочав на освітянській ниві у казахстанській «глибинці», працюючи учителем сільської школи у Кокчетавській області. Потім була служба в армії у Приволзькому військовому окрузі. У 1973 р. після звільнення в запас повернувся на Черкащину і працював учителем Катеринопільської середньої школи № 1. З 1974 р.– на комсомольській, а потім — партійній та журналістській роботі.
Від серпня 1993 р. В. М. Мельниченко працює в Черкаському педагогічному інституті (нині — Черкаський національний університет імені Богдана Хмельницького) — асистент кафедри всесвітньої історії, а з 1994 р.– аспірант кафедри історії України. Обравши тему економічних зв'язків між Лівобережною і Правобережною Україною у другій половині XVII століття, у 1998 р. успішно захистив кандидатську дисертацію в Інституті історії України НАН України.
У 1997—1999 рр.– заступник декана історичного факультету, у 2000—2002 рр. виконував обов'язки завідувача кафедри історії України. З утворенням у 2006 р. кафедри історіографії, джерелознавства та спеціальних історичних дисциплін — професор цієї кафедри, а згодом — її завідувач.
У 2007 р. обраний деканом історико-філософського факультету, а у 2008 р. — директором навчально-наукового інституту історії і філософії. З 2013 р.– професор кафедри археології та спеціальних галузей історичної науки.

## Науково-педагогічна діяльність
Коло наукових інтересів професора В. М. Мельниченка — історична географія, економічна та регіональна історія, історичне краєзнавство, шевченкознавство. Ці, а також актуальні проблеми національно-патріотичного виховання, збереження історико-культурної спадщини та музейної справи висвітлюються ним у близько 300 наукових та навчально-методичних працях.
У 2011—2016 рр. був членом Науково-методичної ради з питань освіти МОН України, у 2006—2014 рр. — спеціалізованої вченої ради із захисту кандидатських дисертацій зі спеціальностей «Історія України» і «Історіографія, джерелознавство та спеціальні історичні дисципліни» при Черкаському національному університеті імені Богдана Хмельницького. Був членом вченої ради університету (2007—2013), обирався головою конференції трудового колективу університету (2007—2009).
Серед навчально-методичних напрацювань В. М. Мельниченка — навчальні посібники «Історичне краєзнавство» (2003), «Моя Черкащина. Історія рідного краю від найдавніших часів до сучасності» (2006), «Історична географія України» (2012), «Черкащина в добу Української революції 1917—1921 рр.» (2016), низка навчально-методичних матеріалів для студентів-істориків та вчителів і учнів загальноосвітніх шкіл. Співавтор підручника «Основи краєзнавства» (2016) для вищих навчальних закладів. член авторських колективів наукових видань «Українське козацтво: Мала енциклопедія» (2002) та «Україна Тараса Шевченка» (2014).
Автор наукових та науково-популярних книг краєзнавчої тематики «Краєзнавство Черкащини: сторінки історії» (2010), «Шевченкіана Черкащини» (2013), «Черкащина — земля прадавня, щедра і свята» (2018), хронологічного довідника «Цей день в історії Черкащини» (2017). Керівник авторського колективу книги «Мандри Україною. Золота підкова Черкащини». Співавтор книг «Шевченко і Черкаси» (1999), «З кобзарем у серці» (2013), «Пам'ятки Черкас» (1998), «Черкаському краєзнавчому — 80» (1998), «50 пісенних літ» (про Черкаський академічний заслужений український народний хор) (2007).
Багато часу віддає редакторській роботі. У 1993—2000 рр. редагував газету «Черкаський педагогічний» («Черкаський університет»). З 2001 р. редагує науково-популярний журнал «Краєзнавство Черкащини» та збірники матеріалів історико-краєзнавчих конференцій «Черкащина в контексті історії України». Входить до складу редколегій фахових видань «Вісник Черкаського університету» «Український селянин» та «Гуржіївські читання», науково-документальної серії книг «Реабілітовані історією. Черкаська область». Упорядковує численні збірники статей та документів. Член Національної спілки журналістів України.
Приділяє увагу роботі з молодими науковцями та обдарованою учнівською молоддю. Під його науковим керівництвом захищено 5 дисертацій кандидата історичних наук. Виступав опонентом низки дисертаційних досліджень.
З 2000 р. очолює секцію історичного краєзнавства обласного відділення МАН України. Наукові роботи учнів шкіл області з історичного краєзнавства під його керівництвом неодноразово були переможцями обласних і призерами Всеукраїнських конкурсів МАН України.

## Громадська діяльність
У грудні 1989 р. був одним із ініціаторів проведення установчої конференції обласного краєзнавчого товариства, яке після утворення у 1990 р. Всеукраїнської спілки краєзнавців (нині Національна спілка краєзнавців України) стало її обласною організацією. З 1989 р. він — член правління, з 1996 р. заступник голови, а з 2001 р. по 2021 р. – голова Черкаської обласної організації Національної спілки краєзнавців України.
У 1996 р. В. М. Мельниченка обрано членом правління, а у 2012 р. — членом Президії НСКУ. Він делегат ІІ–VI з'їздів Спілки.
Очолював конкурсну комісію з присудження обласної краєзнавчої премії імені Михайла Максимовича. Був головою ради з питань культури і духовності при облдержадміністрації (2005—2010 рр.), брав участь у розробці Державної програми «Золота підкова Черкащини» на 2006—2009 рр. та Стратегії регіонального розвитку Черкаської області на період до 2020 року, формуванні експозицій музеїв області.
Бере активну участь у роботі консультативно-дорадчих органів облдержадміністрації — ради з питань культури, експертної ради з питань книговидання, комісії з персональних стипендій працівникам культури і мистецтва, оргкомітету з відзначення 100-річчя Української революції 1917—1921 рр. 22 грудня 2021 р. обрано Першим заступником голови Черкаської обласної організації Національної спілки краєзнавців України.

## Основні праці

### Окремі видання
1. Пам'ятки Черкас (у співавт.). — Черкаси: Сіяч, 1998. — 112 с.
2. Шевченко і Черкаси: Історико-документальний нарис (у співавт — Черкаси: Брама, 1999. — 96 с.
3. Історичне краєзнавство: посіб. для студентів історичного факультету. — Черкаси: Вид. від. ЧДУ ім. Б. Хмельницького, 2002. — 129 с.
4. Моя Черкащина (історія краю від найдавніших часів до XVI ст.): навч. посіб. для 7 класу загальноосвітніх шкіл. — Черкаси: Вертикаль, 2006. — 96 с.
5. Моя Черкащина (історія рідного краю від найдавніших часів до сучасності): навч.-метод. посіб. для вчителів та викладачів навчальних закладів усіх типів. — Черкаси: Вертикаль, 2006. — 232 с.
6. Черкаському краєзнавчому — 80 : Історико-документальний нарис про Черкаський обласний краєзнавчий музей (у спвавт.). — Черкаси: Сіяч, 1998. — 68 с.
7. Мандри Україною. Золота підкова Черкащини: путівник (кер. авт. кол.). — К. : Комунікаційна агенція «Варто», 2007. — 231 с.
8. 50 пісенних літ: худож.-докум. іст. нарис до 50-річчя лауреата Нац. премії України ім. Т. Г. Шевченка Черкас. академ. заслуж. укр. нар. хору (у співавт.). — Черкаси: Вертикаль, 2007. — 56 с.
9. Культурно-освітня сфера українського повоєнного села (1943—1950 рр.): (за матеріалами центр. обл. України) (у співавт.) — Черкаси: Вертикаль, 2009. — 159 с. : іл.
10. Краєзнавство Черкащини: сторінки історії. — Черкаси: Вертикаль, 2010. — 192 с.
11. Історична географія України. Навчальний посібник для студентів історичних спеціальностей вищих навчальних закладів. — Черкаси: Вертикаль, видавець Кандич С. Г., 2012. — 224 с.
12. Шевченкіана Черкащини. — Черкаси: Брама-Україна, 2013. — 208 с.
13. З кобзарем у серці (у співавторстві з О. Шарапою). — Черкаси: Брама-Україна, 2013. — 206 с.
14. Україна Тараса Шевченка: іст.-краєзнав. нариси (упоряд). — Харків, Фоліо, 2014. — 575 с.
15. Черкащина в добу Української революції 1917—1921 рр. : навчальний посібник. — Черкаси: «Вертикаль», видавець Кандич С. Г.. 2016. — 200 с. [Архівовано 28 лютого 2019 у Wayback Machine.]
16. Цей день в історії Черкащини: Хронологічний довідник. — Черкаси: Вертикаль, видавець Кандич С. Г., 2017. — 48 с.
17. Черкащина — земля прадавня, щедра і свята. — Черкаси: Вертикаль, видавець Кандич С. Г., 2018. — 168 с., іл.
18. Мельниченко В. Цей день в історії Черкащини: хронол. довід. / Василь Мельниченко ; Черкас. обл. орг. Нац. спілки краєзнавців України. — Черкаси: Вертикаль, 2017. — 46 с. [Архівовано 9 серпня 2020 у Wayback Machine.]

- Наймолодша в Україні: бібліогр. покажч. Вип. 4 : (Черкаській області — 65 років / Департамент культури та взаємозв'язків з громадськістю, Черкас. облдержадмін., Комун. закл. «Обл. універс. наук. б-ка ім. Т. Шевченка» Черкас. обл. ради ; уклад.: Л. Т. Демченко та ін. — Черкаси: ОУНБ ім. Тараса Шевченка, 2019. — 392 с. [Архівовано 27 листопада 2020 у Wayback Machine.]

### Вибрані статті
1. Економічні зв'язки між Лівобережною і Правобережною Україною у другій половині XVII ст. // Вісник Черкаського університету. Серія Соціально-гуманітарні науки: [зб. наук. статей]. — Черкаси, 1997. — Вип. 2. — С. 33–39.
2. Торговельні зв'язки між Лівобережною і Правобережною Україною у другій половині XVII ст. // Український історичний журнал. — 1998. — № 1. — С. 69–76.
3. Торгово-промислова діяльність населення Київської губернії в середині XIX ст. // Вісник Черкаського університету. Серія Історичні науки: [зб. наук. статей]. — Черкаси, 1999. — Вип. 12. — С. 47–51.
4. Аграрні відносини на Правобережній Україні напередодні відміни кріпосного права у працях І. О. Гуржія // Український селянин: зб. наук. праць. — Черкаси, 2001. — Вип. 2. − С. 87–89.
5. Винокурна промисловість Правобережної України у дореформенний період // Український селянин: зб. наук. праць. — Черкаси, 2001. — Вип. 3. — С. 126—127.
6. Краєзнавчі дослідження історії міст і сіл Черкащини у 90-х рр. XX ст. (історіографічний аспект) // Вісник Черкаського університету. Серія Історичні науки: [зб. наук. статей]. — Черкаси, 2001. — Вип. 27. — С. 102—105.
7. Методологічні засади сучасних історико-краєзнавчих досліджень // Вісник Черкаського університету. Серія Історичні науки: [зб. наук. статей]. — Черкаси, 2001. — Вип. 33. — С. 77–80.
8. Нагромадження знань про міста і села Черкащини: сучасні аспекти проблеми // Історія України. Маловідомі імена, події, факти: зб. статей. — К. ; Донецьк, 2001. — Вип. 19. — С. 263—269.
9. Основні соціальні групи сільського населення Правобережної України в середині XIX ст. (порівняльний аналіз) // Український селянин: зб. наук. праць. — Черкаси, 2001. — Вип. 1. — С. 51–53.
10. Україномовна преса на території Черкащини в період фашистської окупації // Сторінки воєнної історії: зб. наук. статей. — К., 2002. − Вип. 6. — С. 81–84.
11. Інформаційно-видавниче забезпечення функціонування окупаційної влади на Черкащині у 1941—1944 рр. // Історія України . Маловідомі імена, події, факти: зб. статей. — К., 2004. − Вип. 26. — С. 252—259.
12. Вшанування пам'яті Т. Г. Шевченка на початку XX ст. (за матеріалами журналу «Рідний край» (1906—1911 рр.) // Вісник Черкаського університету. Серія Історичні науки: [зб. наук. статей]. — Черкаси, 2005. — Вип. 66. — С. 83–88.
13. Вшанування пам'яті Т. Г. Шевченка селянами України на початку XX ст. (за матеріалами української преси) // Український селянин: зб. наук. праць. — Черкаси, 2005. — Вип. 9. — С. 54–57.
14. Зв'язки у сфері виробництва як складова інтеграційних процесів між Лівобережною і Правобережною Україною у другій половині XVII ст. // Україна соборна: зб. наук. праць. — К., 2006. — Вип. 4, т. 2. − С. 232—236.
15. Історико-краєзнавчі аспекти підготовки педагогічних працівників (на прикладі Черкаської області) // Збірник наукових праць. Серія Історія та географія / Харківський нац. пед. ун-т ім. Г. С. Сковороди. — Х., 2006. — Вип. 21–22. — С. 181—183.
16. Трагедія незнищенного духу // Національна книга пам'яті жертвам Голодомору 1932—1933 років. Черкаська область. — Черкаси: Вид. Чабаненко Ю. А., 2008. — С. 8–11.
17. В добу незалежності України // Шевченків край: іст.-етногр. дослідж. / Ін-т історії України НАН України, КНУВС. — К., 2009. — С. 309—339.
18. Тижневик «Рідний край» як джерело дослідження історії Черкащини початку XX ст. // Засоби масової інформації як один із чинників формування громадянського суспільства. Наукові дослідження, документи і матеріали. — К.: Синопсис, 2010. — С. 65 — 69.
19. Висвітлення подій початку Другої світової війни в радянській пресі (серпень — вересень 1939 р.) // Вісник Черкаського університету. Серія «Історичні науки». — Черкаси, 2010. — № 192. — Ч. 2. — С. 99 — 103.
20. Впевнені у власних силах: [основн. етапи становлення та перспективи розвитку ННІ історії і філософії ЧНУ ім. Б. Хмельницького] // Рідна школа. — 2011. — № 10. — С. 20–24.
21. Висвітлення життя повоєнного села в районній пресі (1943—1950 рр.) // Український селянин. — 2012. — Вип. 13. — С. 31–33.
22. Видання та популяризація творів Т. Г. Шевченка уродженцями Черкащини // Краєзнавча Шевченкіана України. Матеріали XIII Всеукраїнської нау¬кової історико-краєзнавчої конференції, присвяченої 200-річчю від дня народ¬ження Т. Г. Шевченка, м. Канів, 24–25 жовтня 2014 р. — К., 2014. — С. 10 –109.
23. Дослідження та збереження пам'яток історичних міст Черкащини" // Архітектурна та культурна спадщина історичних міст Центрально-Східної Європи: колективна монографія. — Умань-Познань-Ченстохова, 2016. — С. 59–66.
24. Події Української революції 1917—1921 рр. на Черкащині в мемуарах державних і військових діячів // Вісник Черкаського університету. Серія Історичні науки. Вип. 1. — 2017. — С. 29–36.

## Нагороди
- Почесна грамота Черкаського державного університету імені Богдана Хмельницького (1998, 2009)
- Грамота Черкаського національного університету імені Богдана Хмельницького (2000; 2001)
- Почесна грамота Черкаської районної державної адміністрації і Черкаської районної ради (2004)
- Подяка Черкаської обласної державної адміністрації (2004; 2006; 2009)
- Грамота Міністерства освіти і науки України (2004; 2006)
- Почесна грамота федерації футболу Черкаської області (2005)
- Почесна Грамота Черкаської обласної державної адміністрації (2007)
- Обласна краєзнавча премія імені Максимовича (2007)
- Грамота Черкаської облорганізації товариства «Знання» України (2008)
- Почесна Грамота Черкаської обласної ради (2008)
- Почесна Грамота Кабінету Міністрів України (2008)
- знак «За особливі заслуги перед Черкащиною» (2009)
- Премія імені народного вчителя Олександра Захаренка (2009)
- знак «Відмінник освіти України» (2009)
- звання «Почесний краєзнавець України» (2013)
- ювілейна медаль з нагоди 90-річчя заснування Черкаського національного університету ім. Б. Хмельницького (2011)
- ювілейна медаль «За вірність заповітам Кобзаря» Українського фонду культури (2014)
- Премія імені Дмитра Яворницького (2014)
- диплом департаменту освіти та гуманітарної політики Черкаської міської ради (2014)
- Почесна грамота департаменту освіти і науки Черкаської обласної державної адміністрації (2015)
- Почесна Грамота Черкаської обласної ради (2015)
- Подяка Національного центру «Мала академія наук України» (2015)
- Подяка Черкаського обласного центру краєзнавства і екскурсій учнівської молоді Черкаської обласної ради (2016)
- Медаль «25 років Незалежності України» (2016)
- почесне звання Заслужений працівник культури України (2019)[1]